# Скворцов, Харлампий Александрович
Харла́мпий Алекса́ндрович Скворцо́в (1858—?) — депутат Государственной думы Российской империи I созыва от Астраханской губернии от казаков. Член партии «Союз 17 октября».

## Биография
Родился в 1858 (по другим данным в 1859) году в станице Константиновская в казачьей дворянской семье. Закончил астраханскую гимназию и юридический факультет Петербургского университета. Присяжный поверенный округа Петербургской, а с 1894 года Саратовской судебной палаты. В 1906 году избран депутатом Государственной думы Российской империи I созыва от казаков Астраханской губернии. Беспартийный.